# كورت غروبر (سياسي)
كورت غروبر (بالألمانية: Kurt Gruber)‏ هو ناشر وسياسي ألماني، ولد في 21 أكتوبر 1904 في Syrau ‏ في ألمانيا، وتوفي في 24 ديسمبر 1943 في درسدن في ألمانيا. نشط حزبياً في الحزب النازي. وقد انتخب عضو مجلس النواب الألماني للجمهورية فايمار.